# Tarnowská radnice

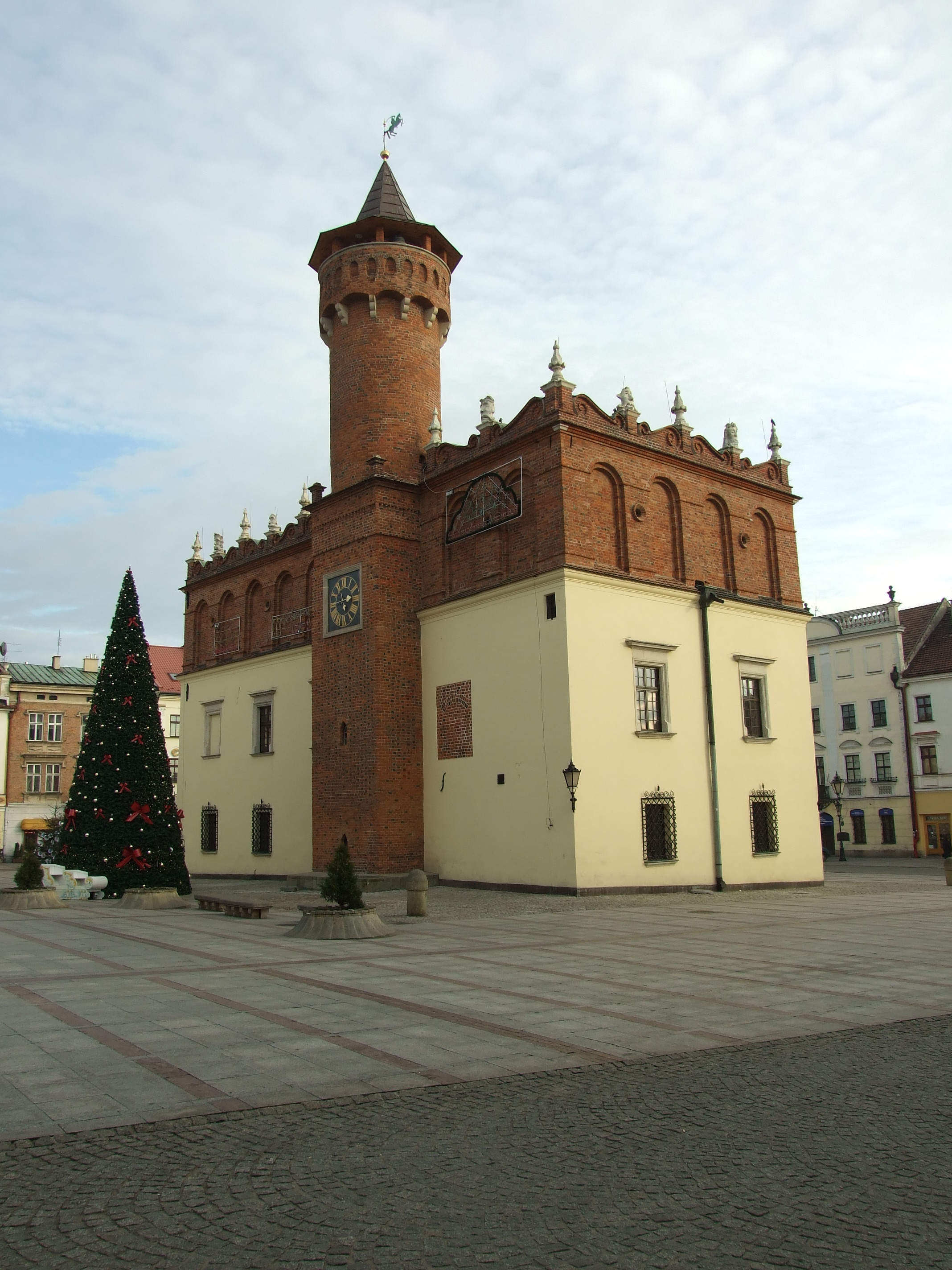
Budova radnice

Tarnowská radnice patří k hlavním památkám ve městě. Jedná se o renesanční budovu, která byla vybudována na konci 15. století jako pozdně gotická stavba a později v časech renesance kompletně přestavěna. Umístěna je se přímo uprostřed hlavního náměstí (Rynku). V současné době se zde nachází regionální muzeum, jsou zde uskladněny pamětihodnosti týkající se generála Jozefa Béma, polské obrazy z přelomu 19. a 20. století a čínské sklo z přelomu 17. a 18. století.